# Benjamin H. Unruh

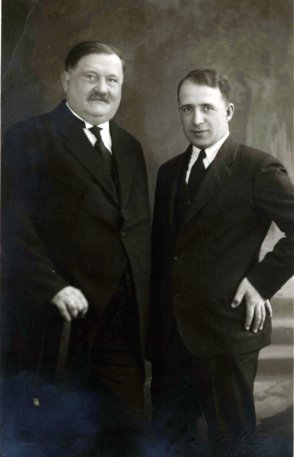
Benjamin H. Unruh (links) mit Harold S. Bender, etwa 1930

Benjamin Heinrich Unruh (* 17. September 1881 in Philippstal, heute Timir Bulat, Russland; † 12. Mai 1959 in Mannheim, Deutschland) war ein russlandmennonitischer bzw. russlanddeutscher Professor, Autor und Historiker.

## Leben
Benjamin Unruh wurde als zehntes von elf Kindern von Heinrich Benjamin Unruh, eines Gemeindeältesten der Mennonitischen Kirche in Karassan, und seiner Ehefrau Elisabeth geb. Wall geboren. Er besuchte die Orloffer Zentralschule in der Mennonitenansiedlung Molotschna. Er erwarb das Lehrerexamen an der russischen Mittelschule in Simferopol und 1899 das russische Staatsexamen in Charkow. Von 1900 bis 1907 besuchte er zwei Hochschulen in Basel, Schweiz, studierte an der Universität und in den frühen Jahren besuchte er parallel dazu ein Predigerseminar. Am Ende seiner Studienjahre heiratete er in Bayern Frieda Hege. Nach Russland zurückgekehrt, unterrichtete er an der Halbstadt Kommerzschule die Fächer Deutsch und Religion. In dieser Zeit schrieb er eine Bibelkunde für die mennonitischen Schulen in Russland, die in manchen Kreisen zu Kontroversen führte. Aufgrund der sich verschlechternden Bedingungen in Russland durch den atheistischen Kommunismus, wurde Unruh 1920 von den Russlandmennoniten als Mitglied einer Studienkommission ausgewählt, die nach Möglichkeiten einer Auswanderung in andere Länder suchten. Seine Aufgabe führte ihn nach Nordamerika und Westeuropa, wo er sich 1920 dann in Deutschland in Karlsruhe niederließ. 1937 bekam er von der Universität Heidelberg die Ehrendoktorwürde in Theologie. Lange Jahre war er Lektor für russische Sprache und Literatur an der Technischen Hochschule Karlsruhe.
Von Beginn seiner Zeit in Deutschland an half er als Kommissar des Canadian Mennonite Board of Colonization und später für das Mennonitische Zentralkomitee Mennoniten aus Russland bei der Auswanderung nach Kanada und Paraguay. Nach dem Zweiten Weltkrieg setzte er sich unermüdlich für die vielen russlanddeutschen Flüchtlinge ein. Er war Mitglied in zahlreichen Organisationen, die die Rechte der Russlanddeutschen vertraten, darunter auch „Brüder in Not“ und der Landsmannschaft der Deutschen aus Russland, wo er als Gründungsmitglied in den Beirat gewählt wurde. Durch sein Engagement für die Vertriebenen wurde er weit bekannt.
Nach dem Tod seiner Frau heiratete er Paula Hotel. Am 12. Mai 1959 starb er in Mannheim.

## Werke
Sein wichtigstes Werk war unzweifelhaft das wissenschaftliche und historische Buch über die mennonitischen Wanderbewegungen. Es enthält Namenslisten aus Originaldokumenten von verschiedenen Volkszählungen der Mennoniten in Westpreußen und Russland und trägt bedeutend zum Verständnis und zur Ahnenforschung von Russlandmennoniten bei.
- Die niederlaendisch-niederdeutschen Hintergruende der mennonitischen Ostwanderungen in 16., 18., und 19. Jahrhundert. Selbstverlag, Karlsruhe-Rüppurr 1955.
- Fügung und Führung im Mennonitischen Welthilfswerk 1920 - 1933. H. Schneider, Karlsruhe 1966  Selbstverlag, 1955.
- Das Kreuz als Botschaft für unsere Zeit. Diesterweg, Frankfurt a. M. 1934
- Die Kollektiv-Erziehung. Eckart-Verlag, Berlin-Steglitz 1931
- Revolution und Reformation in Russland. H. Harder, Wernigerode a.H. 1928